# 住信SBI網絡銀行
住信SBI網絡銀行（日语：住信SBIネット銀行株式会社，SBI Sumishin Net Bank, Ltd.）是三井住友信託銀行和思佰益共同出資設立的一家銀行。這家銀行重視和SBI證券的提攜功能，提供諸多便於向SBI證券充值及交易的服務。住信SBI網絡銀行也是日本首個發行VISA及Master非接觸式支付儲蓄卡的銀行。2025年5月，NTT DOCOMO宣布收購住信SBI網絡銀行。

## 外部連結
- 住信SBIネット銀行 公式サイト（页面存档备份，存于）